# Giorgio Perlasca
Giorgio či Jorge Perlasca (31. ledna 1910 Como – 15. srpna 1992 Padova) byl italský obchodník, který za druhé světové války působil v Maďarsku. Během svého pobytu v zimě 1944 se snažil zachraňovat maďarské Židy před posíláním do koncentračních táborů, když se vydával za španělského diplomata. Během svého působení zachránil více než pět tisíc Židů před smrtí během holocaustu.

## Mládí
Perlasca se narodil v městě Como a vyrůstal ve městě Maserà. Během dvacátých let 20. století se stal stoupencem fašismu. Odjel bojovat jako dobrovolník do východní Afriky během druhé italsko-habešské války a následně do Španělské občanské války, kde obdržel listiny zaručující mu pomoc od kterékoliv španělské ambasády ve světě od Francisca Franca. Jeho přesvědčení ve fašismus pokleslo po uzavření aliance s nacistickým Německem a s platností protižidovských zákonů v roce 1938.

## Druhá světová válka
Během druhé světové války zajišťoval zásoby pro italskou armádu na Balkáně. Když nacisté začali okupovat Maďarsko v roce 1944, místo toho aby uprchl s ostatními diplomaty ze země (jelikož se Itálie vzdala spojencům), utekl na španělskou ambasádu v Budapešti, kde se okamžitě stal španělským občanem se jménem Jorge Pelasca, díky svému statutu vojenského veterána z občanské války. Spolupracoval se španělským ambasadorem (Ángel Sanz Briz) a dalšími diplomaty z neutrálních států na záchraně Židů.
V listopadu 1944 Sanz Briz tajně odjel do Švýcarska a maďarská vláda nařídila vyklidit budovu ambasády a okolních „bezpečných domů“, kde byli Židé ukrýváni. Perlasca v kritické chvíli tvrdil, že se ambasador brzy vrátí a že on ho zastupuje. V průběhu zimy se snažil aktivně pomáhat Židům, když jim poskytoval úkryt a ochranu. Také jim potvrzení na základě španělského zákona o poskytnutí občanství Židům Sfaradim.
V prosinci 1944 Perlasca zachránil dva mladé chlapce před posláním do transportního vlaku před zraky vysokého německého důstojníka. Švédský diplomat Raoul Wallenberg, který byl svědkem této události, mu poté řekl, že tímto důstojníkem byl Adolf Eichmann.

## Po válce
Po válce se mu podařilo uprchnout před Rudou armádou zpět do Itálie po strastiplné cestě přes Balkán a Turecko, kde začal žít normální život v ústraní aniž by svůj příběh zveřejnil či se s ním svěřil svojí rodině.
V roce 1987 byl objeven přeživšími ženami, které pomohl zachránit, když byly ještě dětmi. Na základě novinových výstřižků o španělském diplomatovi po něm začaly pátrat. Byl objeven, jak žije v Padově v ústraní. Na sklonku svého života se rozhodl příběh zveřejnit a říci mladé generaci, co se dříve stalo.
Následně byl státem Izrael oceněn jako Spravedlivý mezi národy, k uznání se přidaly Španělsko, Itálie a Maďarsko. V Budapešti mu byl vystavěn pomník (viz foto).
Giorgio Perlasca zemřel následkem srdečního infarktu v roce 1992. Pohřben je ve městě Maserà nedaleko Padova a podle svého přání má na náhrobku vyryt nápis spravedlivý mezi národy v hebrejštině. Jeho činy se staly námětem úspěšné knihy Banalita dobra, podle které byl později natočen film, který se v Česku vysílal pod názvem Perlasca (film).